# Ormputten
Ormputten är en liten mossjö inom Huddinge kommun. Sjön är i sitt sista stadium innan den övergår till myrmark. Sjön ingår i Tyresåns sjösystem. Sjön (gölen, tjärnen) är mycket sur - antagligen surast i länet. Dess avrinning går via Lissmasjön, Drevviken, Långsjön, Tyresö-Flaten och Albysjön och sedan via Fatburen (och Uddby kraftverk), till Kalvfjärden (Östersjön).
Ormputten ligger i Paradisets naturreservat i Hanveden. I Paradis-området finns ett flertal andra sjöar och markerade vandringsleder; ingen av lederna går dock direkt till Ormputten. Sjön är lättast att nå från torpet Paradiset; dit kommer man från Haningeleden, länsväg 259, som går mellan Huddinge kommun och Haninge kommun.